# Piprensare

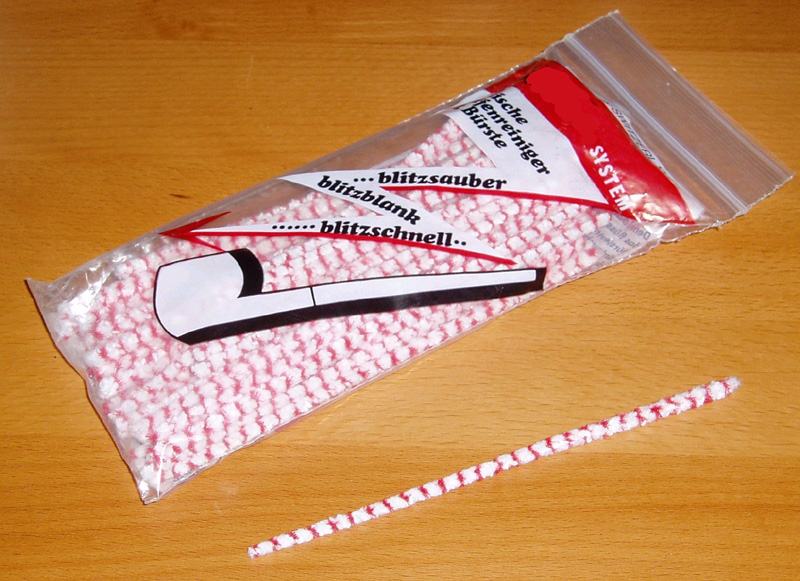
Piprensare för att rengöra rökpipor.

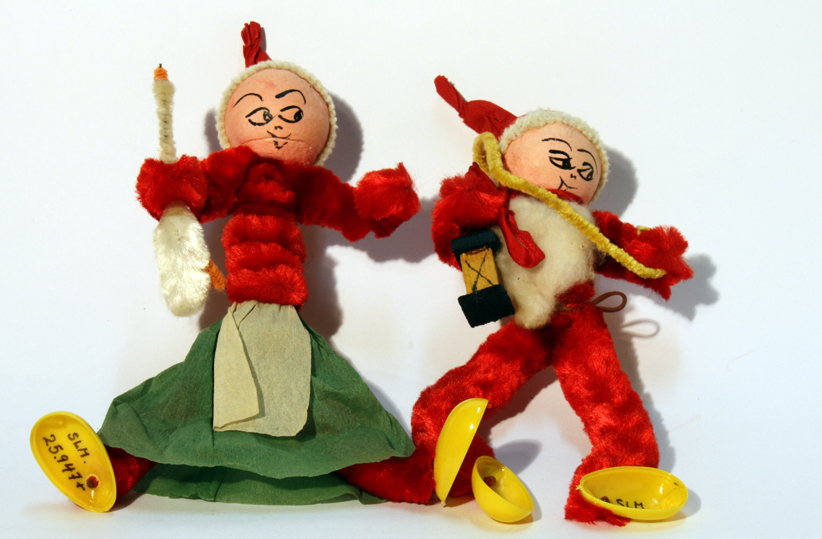
Piprensare för pyssel.

En piprensare är en metalltråd klädd med bomull som är avsedd för att rengöra tobakspipor. Piprensare används också för pyssel.
Ordet "piprensare" är belagt i svenska språket sedan 1749.

## Uppfinnare
Piprensare uppfanns av John Harry Stedman och Charles Angel i Rochester, New York på tidigt 1900-tal. Uppfinningen såldes till BJ Long Company som fortfarande tillverkar dem. 
Den svenska uppfinnaren Johan Petter Johansson har också påståtts uppfunnit piprensare 1923.